# Логичка породица
Логичка породица је група дигиталних логичких врата, направљена једном од, најчешће, полупроводничких технологија. Таква породица логичких кола обично има заједничке особине, као што су јединствени логички нивои и напони напајања унутар породице.
Неке логичке породице су биле изграђене од појединачних (дискретних) дијелова, али породице у садашњој употреби се производе као интегрисана кола.

## По временском периоду развоја
По технологијама израде и приближном времену настанка, логичке породице се могу подијелити на сљедеће врсте:
- Диодна логика
- Логика директно повезаних транзистора
- Логика комплементарних транзистора
- Отпорничко транзисторска логика
- Отпорник-кондензатор транзисторска логика
- Диодно-транзисторска логика
- Логика повезаних емитера (енгл. Emitter coupled logic (ECL) или Current-mode logic (CML))
- Транзистор-транзистор логика
- Позитивна метални-оксид полупроводник логика
- Негативна метални-оксид полупроводник логика
- Комплементарна метални-оксид полупроводник логика
- Биполарна комплементарна метални-оксид полупроводник логика
- Интегрисана инјекциона логика

## Данас у употреби
Од горенаведених породица, само 5 је у широкој употреби и данас (ECL, TTL, CMOS, NMOS, и BiCMOS).

## Особине неких логичких породица
| Породица | Опис                       | Кашњење | Највећа брзина рада | Снага по вратима | Типично напајање | Година увођења | Примједба                                               |
|          | Отпорник-транзистор логика |         | 4                   | 10               | 3.3              | 1963           | Први процесор саграђен са интегрисаним колима користи . |
|          | Диода-транзистор логика    |         |                     | 10               | 5                | 1962           |                                                         |
|          | 4000, 74C                   | 30      | 5                   | 1.2              | 10 (3-18)        | 1970           | Половина брзине и снаге на 5 .                          |
|          |                            | 9       | 30                  | 0.5              | 5 (2-6)          | 1982           | има компатибилне напонске нивое.                        |
|          | Прва серија                | 10      | 25                  | 10               | 5                | 1964           |                                                         |
|          |                            | 10      | 33                  | 2                | 5                | 1976           | Брза Шотки логика, мале потрошње.                       |
|          |                            | 8       |                     | 31               | -5.2             | 1962           | Прво комерцијално интегрисано коло.                     |
|          |                            | 0.75    | 350                 | 40               | -4.5             | 1981           |                                                         |
| -------- | -------------------------- | ------- | ------------------- | ---------------- | ---------------- | -------------- | ------------------------------------------------------- |